# Colostethus lynchi
Espèce
Statut de conservation UICN

 DD  : Données insuffisantes
Colostethus lynchi est une espèce d'amphibiens de la famille des Dendrobatidae.

## Répartition
Cette espèce est endémique du département de Antioquia en Colombie. Elle se rencontre à Apartadó vers 30 m d'altitude.

## Description
La femelle holotype mesure 28 mm.

## Étymologie
Cette espèce est nommée en l'honneur de John Douglas Lynch.

## Publication originale
- Grant, 1998 : Una nueva especie de Colostethus del grupo Edwardsi de Colombia. Revista de la Academia Colombiana de Ciencias Exactas, Fisicas y Naturales, vol. 22, no 84, p. 423-428 (texte intégral).